# 美国货币
在美国境内，货币以美元为主，是法定货币，另外还有85种区域货币。在互联网上e-gold、e-Bullion、e-dinar等也都在使用。

## 现行的85种区域货币
- 伊萨卡时（Ithacash），在康奈尔大学所在地（美国纽约州伊萨卡）使用。[1]
- 蓝币，在Brattleboro和Vermont使用
- 英雄元，在明尼阿波利斯，明尼苏达州使用
- 自由元，在Evansville和Indiana使用